# Lingue retoromanze
Le lingue retoromanze sono un raggruppamento di lingue neolatine unite da strette affinità e parlate da circa 900.000 persone (1.500.000/2.000.000 di persone se si contano coloro che conoscono una lingua retoromanza, ma non la utilizzano quotidianamente) nella parte centro-orientale dell'arco alpino.
Le lingue riconosciute che ne fanno parte sono il romancio, il ladino ed il friulano; nel complesso queste tre lingue costituiscono l'intero gruppo (alcune fonti indicano come lingua distinta l'anaunico, altri lo considerano semplicemente un dialetto di transizione fra il ladino ed il romancio).

## Terminologia
Il termine «ladino» (e il suo corrispettivo tedesco Ladinisch) originariamente era diffuso per indicare le parlate romanze della Val Badia all'interno del contesto austriaco, mentre successivamente si è naturalmente esteso alle contigue aree ladinofone delle Dolomiti. Fu per primo il glottologo Graziadio Isaia Ascoli ad analizzare sistematicamente i comuni caratteri delle parlate friulane, dolomitiche e romance, a raggrupparle in un unico gruppo (il retoromanzo, per l'appunto) e a formulare la teoria dell'unità ladina secondo la quale queste parlate avrebbero un comune antico substrato, più antico della loro matrice latina, che lo stesso Ascoli identificava in un ipotetico protolinguaggio retico (anche se oggi sappiamo che la lingua retica ha influenzato solo in misura minima le lingue retoromanze, e che in realtà le somiglianze fonetiche, lessicali e sintattiche fra queste lingue sono dovute ad un sostrato celtico-carnico); fu inoltre con tale teoria che il termine «ladino» acquistò una seconda accezione, più ampia di quella tradizionale, tesa a indicare la totalità delle parlate retoromanze.
In Italia attualmente prevale l'uso dell'espressione ladino in luogo di retoromanzo, tuttavia questo uso genera ambiguità dal momento che la stessa espressione ladino è usata per indicare il ladino dolomitico o più semplicemente ladino, lingua che fa parte del gruppo retoromanzo ma come già detto non ne è unica appartenente.
Ulteriore ambiguità è generata dal fatto che la stessa parola «ladino» è utilizzata anche relativamente alla lingua giudaico-spagnola, che a dispetto del nome non ha prossimi rapporti di parentela con le lingue retoromanze.
Le parlate retoromanze, in epoca alto medioevale, non dovevano differenziarsi dalle restanti parlate romanze dell'Alta Italia. Queste differenziazioni si fecero marcate nel Basso Medioevo, con l'italianizzazione (o meglio toscanizzazione) delle principali parlate gallo-italiche. Gli stati regionali furono, dal Trecento in poi, sempre più attratti dalla parlata fiorentina, tanto è che progressivamente andarono sostituendo il latino, quale lingua della cancelleria e dell'insegnamento, non con i dialetti locali, bensì con il toscano, cosicché anche il dialetto si andò "italianizzando" fino a perdere le S finali del plurale e delle coniugazioni e acquisendo termini toscani. Ciò non avvenne in aree più marginali, prive di grandi centri urbani e di cultura, come appunto l'area reto-romanza, che conservò fenomeni linguistici in declino nel resto dell'area gallo-italiana.

## Storia
Le popolazioni retoromanze intorno all'anno mille occupavano un'area molto estesa nelle Alpi centro-orientali, che andava dalla Svizzera (Canton Ticino e Canton Grigioni) fino alle Alpi Giulie (attuale Slovenia occidentale).

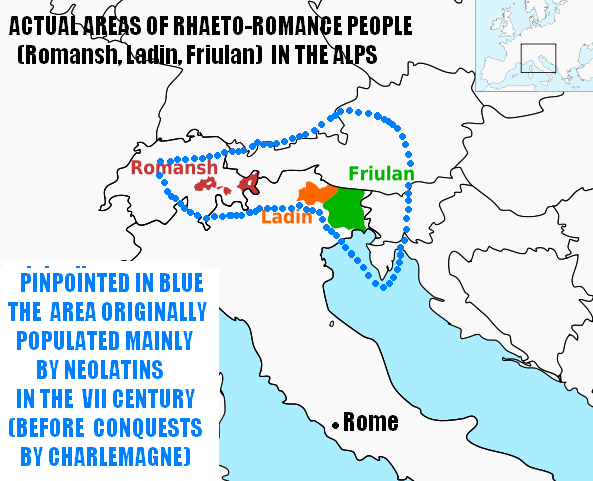
Contrazione dell'area delle lingue retoromanze

Sulla genesi di queste popolazioni esistono diverse teorie.
Secondo una di queste, il ladino delle Alpi orientali deriva dall'idioma parlato dalle popolazioni del Norico rifugiatesi nelle vallate delle Alpi orientali a partire dal V secolo, fuggendo dalle invasioni dei Rugi, degli Avari e degli Slavi. Questi gruppi, unitisi alle preesistenti etnie celtiche (breoni), erano indicati dalle popolazioni di lingua tedesca come Welsch, opponendoli a sé stessi (Deutsch) e agli Slavi (Windisch), mentre essi stessi si autodefinivano latini (da cui il termine dialettale ladin). Il termine si diffuse a partire dal XVIII secolo anche negli ambienti tedeschi (Ladinisch) per designare le popolazioni in via di germanizzazione soggette al Tirolo.
Secondo lo studioso Carlo Battisti le valli del Sella vennero colonizzate da contadini neolatini soltanto due o tre secoli dopo il 1000 d. C., inviati in quelle valli dal potere religioso-feudale di Bressanone, Novacella e Castel Badia.
Oggi però l'ipotesi comunemente accettata è una continuità insediativa nelle valli alpine sin dall'epoca romana. Con la conquista delle Alpi da parte di Roma, la lingua ufficiale latina si impose sui diversi sostrati linguistici delle popolazioni alpine celtiche, retiche e noriche, dando vita a parlate latine volgari a carattere regionale. Da queste basi regionali emersero le tre aree neolatine nelle quali viene suddiviso oggi il mondo retoromanzo: il romancio dei Grigioni, il ladino dolomitico, e il friulano.
Dopo la caduta dell'Impero romano d'Occidente la regione di parlata retoromanza si estendeva ininterrotta dagli attuali Grigioni al Friuli. Nei secoli seguenti le popolazioni alpine, frammentate e prive di strutture politiche e sociali comuni, rimasero però soggette a forti pressioni demografiche, culturali e linguistiche da parte delle popolazioni circumalpine.
Nel V secolo sotto la protezione degli Ostrogoti gli Alemanni si insediarono nella provincia Raetia Secunda, tra il lago di Costanza ed il Reno. Gli Alemanni cercarono ripetutamente di espandere la loro presenza oltre i confini dei territori attribuiti loro da Teodorico il Grande, entrando in conflitto con le popolazioni romaniche, che però riuscirono a mantenere la loro identità culturale. Nel territorio dell'odierno Alto Adige invece i Baiuvari colonizzarono le principali valli alpine, imponendo la loro presenza alle popolazioni locali.
L'inclusione delle aree alpine nel Regno dei Franchi e poi nell'Impero carolingio cambiò ulteriormente l'assetto politico e sociale della regione. Il potere politico venne centralizzato e dato in feudo ad aristocratici di origine germanica. Cominciò così un lento processo di assimilazione che porterà, attraverso i secoli, ad una graduale riduzione dell'area retoromanza.
Nel territorio dell'odierno Alto Adige l'uso delle lingue germaniche si espanse dal primo medioevo in poi, a partire dalle valli principali, giungendo a una sostanziale compattezza linguistica germanofona sin dal XII e XIII secolo. Ancora nel XVII secolo però alcune zone periferiche, come una parte dell'Alta Val Venosta, confinante con i Grigioni, risultano solo parzialmente germanizzate. L'idioma romanzo sopravvisse nelle valli ladine. La prevalenza della lingua tedesca non escluse continui contatti e presenze di persone e piccoli gruppi di lingua neolatina.
Nei primi secoli dopo il 1000 l'area retoromanza viene ulteriormente ridotta dall'avanzata delle lingue neolatine dell'Italia peninsulare. La parlata trentina/lombardo/veneta si espanse verso nord, a danno delle parlata ladina lungo la val di Fiemme, mentre la lingua veneta si afferma nel Bellunese e fa sentire i suoi influssi fin nel cadorino, ampezzano e nell'alto Cordevole.
Fino al Settecento questo processo di cambiamento della parlata degli strati popolari (la stragrande maggioranza della popolazione) fu una assimilazione culturale spontanea, slegata da ancora inesistenti implicazioni di carattere nazionalistico.

## Divisione

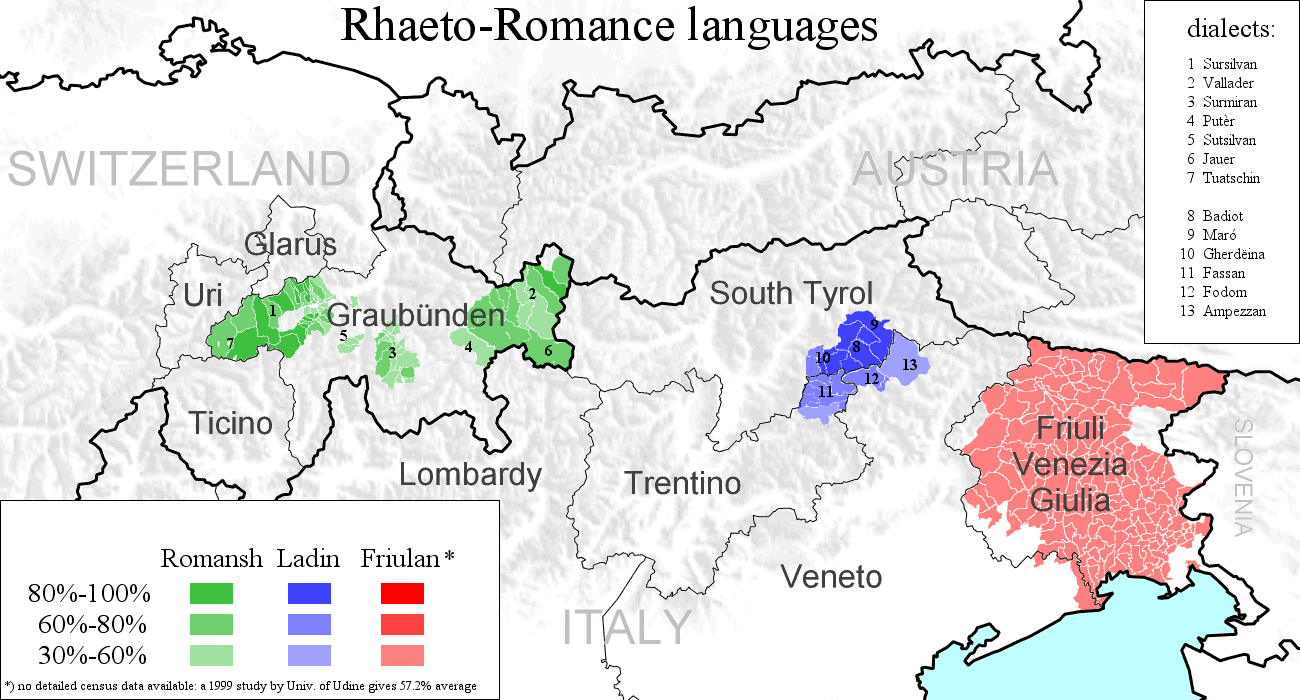
Mappa distributiva delle lingue retoromanze

Le parlate retoromanze si dividono in tre gruppi: romancio, ladino dolomitico (o più semplicemente ladino) e friulano.

### Grigioni: il Romancio
Il romancio grigionese o romancio (ISO 639-2: roh) è parlato nel cantone svizzero dei Grigioni, è la quarta lingua nazionale della Svizzera dal 1937.
Si divide in:
a) gruppo Renano, parlati nelle aree occidentali e centrali del Grigioni (Val Surselva e Val Sursette):
- soprasilvano o sursilvano (sursilvan), parlato nella val Surselva;
- sottosilvano (sutsilvan);
- sopramirano o surmirano (con i suoi dialetti surses e sutses);

b) gruppo Ladino, parlati nelle aree orientali del Grigioni (Engadina e Val Monastero):
- alto engadino (putér), parlato in Alta Engadina
- basso engadino (vallàder), parlato in Bassa Engadina
- jauer, Val Monastero (Val Müstair), in passato diffuso nell'Alta Val Venosta.

Parlate affini a quelle del gruppo engadinese furono in passato presenti nelle contigue aree della val Venosta (oggi in Italia), con influssi da parte del ladino dolomitico.

### Dolomiti: il Ladino
Il Ladino (ladin) è parlato principalmente nelle comunità dolomitiche:
- gardenese, parlato in Val Gardena (Gherdëina),
- fassano, parlato in Val di Fassa,
- badioto-marebbano, diffuso in Val Badia e in val Marebbe (Mareo),
- fodomo, diffuso a Livinallongo (Fodom), nell'alto Cordevole (Rocca Pietore/Ròcia) e nel comune di Colle Santa Lucia (Cól),
- låger, parlato in Bassa Atesina, Alto Adige (generalmente ritenuto una variante del fassano, tuttavia con una maggiore influenza sudtirolese),
- ampezzano, diffuso a Cortina d'Ampezzo (Anpezo) dove risente del confine culturale ladino-cadorino,
- comeliano, diffuso nel Comelico; è il più conservativo tra i dialetti orientali,
- cadorino, parlato in Cadore, fino a Perarolo (escluso),
- agordino, risente fortemente dell'influenza veneta soprattutto nelle località di fondovalle (Agordo, La Valle Agordina), più conservativo in altre località (Cencenighe, Alleghe, San Tomaso, Falcade, Gosaldo),
- zoldano parlato nella sola valle di Zoldo, molto vicino al ladino-veneto dell'agordino, presenta concordanze con il ladino dolomitico centrale (del Sella) e con il cadorino. Influenze venete maggiori nella parte alta della valle (verbo andare: "dzì" a Forno di Zoldo, "andà" a Zoldo Alto). Nello zoldano si incontrano anche numerosi termini di chiara derivazione tedesca, ad esempio: " sluck, sgnápa, smìr, slimeck, rúela, làta, présa, rusàck"

In Provincia di Bolzano (Bulsan) e di Trento è ufficialmente riconosciuto come lingua e la minoranza ladina viene tutelata con diverse norme riguardanti tra le altre cose l'insegnamento nelle scuole pubbliche. Infatti nelle scuole delle località ladine dell'Alto Adige la "lingua ladina" è lingua d'insegnamento assieme al tedesco e italiano.
Recentemente è stato concluso il progetto SPELL che mira alla creazione di una lingua ladina standard.

#### L'Anaunico
- noneso-solandro, parlato in Val di Non, val di Sole, val di Pejo, val di Rabbi (non riconosciuto legalmente).

### Friuli: il Friulano
La lingua friulana (friulano/furlan), (ISO 639-2: fur) si è formata, come tale, più o meno intorno all'anno Mille, ed ha mantenuto durante i secoli un'originalità tutta sua che la rende, ancora oggi, diversa dall'italiano e dagli altri idiomi parlati nei territori limitrofi (veneto, istroveneto). Il friulano è parlato nelle province di Gorizia, Pordenone e Udine e nella provincia di Venezia (parte orientale del Mandamento di Portogruaro) da circa 700 000 − 750 000 persone. Nella parte orientale, tra l'Isonzo e il Timavo, lo spopolamento alto-medioevale con successive immigrazioni venete ma anche morlacche e slave, ha portato a una forma ibrida friulano-veneta (dialetto bisiaco). Ancora nel Rinascimento la valle dell'Isonzo fino ad Idria parlava il ladino con caratteristiche friulane.
Se ne individuano alcune varianti principali, caratterizzate principalmente da una diversa terminazione vocalica di alcune forme nominali (sostantivi, aggettivi ed articoli), che investe in particolar modo la declinazione del femminile, e dalla loro demarcazione geografica:
- Friulano centro-orientale (la varietà che nella pronuncia risulta la più "vicina" all'ortografia ufficiale), esteso nella stragrande maggioranza della provincia di Udine (a nord della linea delle risorgive e a sud delle Alpi e prealpi carniche e giulie, fra il Tagliamento e l'Isonzo);
- friulano carnico (l'insieme di dialetti -piuttosto diversi tra loro- parlati nella parte settentrionale della provincia di Udine. Sono caratterizzati da un marcato conservatorismo). Di questi dialetti, il più peculiare è quello del canal di Gorto, caratterizzato dalla terminazione in -o dei vocaboli femminili, come probabilmente accadeva in tutto il Friuli in epoca volgare e medievale;
- Friulano occidentale o Concordiese, esteso nella provincia di Pordenone (eccetto le aree di parlata veneta), in alcuni comuni della provincia di Venezia (appartenenti al Friuli Storico) ed in alcune valli occidentali dell'alta Carnia;
- Friulano orientale, esteso nella provincia di Gorizia (eccetto alcune zone del Monfalconese di parlata bisiaca) ed in alcune zone confinanti della provincia di Udine (zona di Cividale e zona di Cervignano), è una variante avente le stesse terminazioni vocaliche della variante Concordiese ma affine alla variante Orientale/Collinare per gli altri principali fenomeni di pronuncia, e comunque geograficamente isolata dalla variante Concordiese;
- ladino friulano di Erto e Cimolais, dai più ritenuto un antico dialetto di transizione tra ladino dolomitico e friulano, da altri ritenuto semplicemente una variante peculiare (e con molti arcaismi) di friulano, è in ogni caso oggi isolato rispetto all'area dolomitica ma ancora contiguo a quella friulanofona;

## Dialetti o lingue?
I linguisti sono concordi nel definire come lingue autonome (e pertanto non come dialetti o varianti di una stessa lingua) i tre idiomi romancio, ladino dolomitico e friulano.
Anche a livello politico ed istituzionale, questi idiomi hanno avuto riconosciuto il rango di "Lingua" in Svizzera (il Romancio è quarta Lingua Nazionale) e in Italia (Ladino e Friulano sono riconosciute come distinte lingue minoritarie) e vengono pertanto insegnate nelle scuole ed utilizzate negli atti pubblici, oltre che nella cartellonistica ufficiale.
La legislazione italiana riconosce il ladino dolomitico con la denominazione più semplice di Ladino.
Il gruppo retoromanzo ha tratti in comune con le lingue romanze occidentali, p.es. la lenizione – talvolta fino alla scomparsa – delle intervocaliche (latinu > ladin) e il plurale in -s anziché in -i, -e, ma a volte se ne discosta (la c dinanzi a e e i non passa a [ʦ] > [s] ma diventa [ʧ] come nel gruppo orientale (italiano centro-meridionale, romeno) (romanice > rumantsch [ruˈmanʧ]).

## Similitudini
| Origine latina | friulano             | ladino               | ladino (alcuni)      | romancio (surmiran, sursilvan, sutsilvan) | romancio (vallander e puter) | italiano |
| -------------- | -------------------- | -------------------- | -------------------- | ----------------------------------------- | ---------------------------- | -------- |
| C + I/E        | C                    | C                    | Z                    | TSCH                                      | TSCH                         |          |
| C + I/E        | [tʃ]                 | [tʃ]                 | [ts]                 | [tʃ]                                      | [tʃ]                         |          |
| C + I/E        | cinc                 | cinch                | zinch                | tschun, tschintg                          | tschinch                     | cinque   |
| G + I/E        | GJ                   | G, J                 | G, J                 | G                                         | G                            |          |
| G + I/E        | [ɟ]                  | [dʒ], [ʒ]            | [dʒ], [ʒ]            | [dʑ]                                      | [dʑ]                         |          |
| G + I/E        | gjenar               | gelus (geloso), jëne | gelus (geloso), jëne | gener                                     | gener                        | genere   |
| C + A          | CJ                   | C(I)                 | C(I)                 | TG(I)                                     | CH                           |          |
| C + A          | [c]                  | [tʃ]                 | [tʃ]                 | [tɕ]                                      | [tɕ]                         |          |
| C + A          | cjan                 | cian                 | cian                 | tgia(u)n(g)                               | cha(u)n                      | cane     |
| G + A          | GJ                   | I                    | I                    | G(I)                                      | G(I)                         |          |
| G + A          | [ɟ]                  | [j]                  | [j]                  | [dʑ]                                      | [dʑ]                         |          |
| G + A          | gjat                 | iat                  | iat                  | giat                                      | giat                         | gatto    |
| -C- + I/E      | S                    | SC                   | S                    | SCH                                       | SCH                          |          |
| -C- + I/E      | [s]                  | [ʃ]                  | [s]                  | [ʃ]                                       | [ʃ]                          |          |
| -C- + I/E      | dîs                  | diesc                | dies                 | diesch                                    | diesch                       | dieci    |
| CT             | T                    | T                    | T                    | TG                                        | CH, T                        |          |
| CT             | [t]                  | [t]                  | [t]                  | [tɕ]                                      | [tɕ], [t]                    |          |
| CT             | vôt                  | (v)ot(o)             | (v)ot(o)             | otg                                       | och, ot                      |          |
| I              | Z                    | J                    | J                    | G(I)                                      | G(I)                         |          |
| I              | [dʒ]                 | [ʒ]                  | [ʒ]                  | [dʑ]                                      | [dʑ]                         |          |
| I              | zovin                | jonn                 | jonn                 | giuven                                    | giuven                       | giovane  |
| -Q             | C(H)                 | CH                   | CH                   | (TG)                                      | CH                           |          |
| -Q             | [k]                  | [k]                  | [k]                  | ([tɕ])                                    | [tɕ]                         |          |
| -Q             | cinc                 | cinch, zinch         | cinch, zinch         | tschun, tschintg                          | tschinch                     |          |
| [ts]           | Z                    | Z                    | Z                    | Z, C(I/E)                                 | Z, C(I/E)                    |          |
| [ts]           | esercizi (esercizio) | mazé (battere)       | mazé (battere)       | celebrar (celebrare)                      | celebrar (celebrare)         |          |
| [ts]           | esercizi (esercizio) | mazé (battere)       | mazé (battere)       | celebrar (celebrare)                      | celebrar (celebrare)         | -        |
| [dz]           | Z                    | -                    | -                    | -                                         | -                            |          |
| [dz]           | zoo                  | -                    | -                    | -                                         | -                            |          |
| [dz]           | zoo                  | -                    | -                    | -                                         | -                            | zoo      |

## Esempi
Un esempio di puter. Un popolare proverbio grigionese:
Voust entrer cun buna glüna
Bainvegnieu sarost adünna.
Vo da l'otra vart il vent
Fo il bain e sto davent.
(Se vieni di buonumore sei benvenuto. Altrimenti, per favore, resta fuori)
Un esempio di una leggenda in ladin dolomitan / standard:
Duc i Ladins sá che l lé (o lech) dl ergabuan è l Lé de Careza. Chest è conesciú lonc y lerch per si biei colours che muda demeztroi dal vert-fresch al cuecen-scarlat, y dal blé dl ciel al ghel-or; per chesta mudazion de colours él vegnú batié "Lé dl Ergabuan", dai colours dla irida/cogola dl uedl. An conta che chel lé fova n iade abité da na "gana" che ova l corp da pesc y l cef da persona, desche an se imaginova da zacan na ninfa. N salvan che abitova te cheles selves, che scluj ite chest pice lé desche na perla, se ova inamoré da perde l cef te chesta bela muta-ninfa; ma dut debant! Per la tré a sé, se ova l salvan pensé de fé n gran ergabuan con i colours plu biei che se destenova fora da la piza dl Latemar enfin ju tl lech; ma la ninfa ne se ova empone lascé pié. Dal gran senn, l Salvan, che ova fat con tant de fadia sie beliscim laour, ova n dí tout l ergabuan, l ova desfat en tant de fruzies y l ova spo sciulé tl lech. Da chel moment á l lé giaté duc chi biei colours che al à enfin aldidancuei.'
Altri esempi:
| Ladin Dolomitan | Ladin Nones | Ladin Solandro | Friulano collinare | Friulano Clautano | Vallader |
| --- | --- | --- | --- | --- | --- |
| Pere nost, che te ies en ciel, al vegne santifiché tie inom, al vegne tie regn, al vegne fat tia volonte, coche en ciel enscí sun la tera. | Pare Nos, che es en tel ziel, el sibia santificjà el to inom, el vegnia el to regn, el sibia fat el to voler, come en ziel enzí sun la tera. | Pàre nòs chje ses intal ciel, sià santifichjà 'l to' nòm, fa' chje vègna 'l to' rèign, chje 'l to' voler 'l sia semper respetà, com 'n ciel ausì 'n la tèra. | Pari nestri, che tu sês tal cîl, ch'al sedi santifiât il tô non, ch'al vegni il to ream, ch'e sedi fate la tô volontât, sicu in cîl, cussì in tiere. | Pare nostre, che te suò in tal thel, che a sea benedet al to njuom, che a vegna al to ream, che a sea fat al to volè, in tal thel e anc tala tera. | Bap nos, tü chi est in tschel, fat sonch vegna teis nom, teis reginam vegna nanpro, tia vöglia dvainta sco in tschel eir sün terra. |

## Testi giuridici
Per il mutare della situazione politico-normativa negli anni a cavallo tra il XX e XXI secolo si assiste ad una grande produzione di testi normativi nelle varie lingue e dialetti retoromanzi.
Il Cantone dei Grigioni provvede a tradurre nel romancio grigionese standard molte leggi federali.
Per il ladino la strada scelta è quella di utilizzare per i testi normativi i singoli dialetti: si hanno pertanto testi in badioto e gardenese in provincia di Bolzano, in fassano in provincia di Trento.
In Friuli con legge regionale approvata nel 1996 la grafia è stata normalizzata. Viene usata obbligatoriamente nei testi ufficiali, nella toponomastica e nelle scuole. La grafia unica normalizzata è utilizzata anche per le varianti della lingua friulana.